# Класична археологія
Класична археологія — археологічні дослідження середземноморських цивілізацій Стародавньої Греції та Стародавнього Риму. Археологи ХІХ століття, такі як Генріх Шліман, були залучені до вивчення суспільств, про які вони читали в латинських та грецьких текстах. Багато університетів та іноземних держав підтримують програми розкопок та школи в цьому регіоні — такою є незмінна привабливість археології регіону.

## Обговорювані культури
Класична археологія в її найсуворішому, традиційному розумінні застосовується лише до вивчення класичної афінської культури та культури Римської республіки та імперії. Однак протягом останнього століття ця сфера розширилася й охопила обговорення складної мозаїки культур, які створили цивілізації Стародавньої Греції та Риму. Класичні археологи, які цікавляться Грецією, часто обговорюють Крит і мінойську цивілізацію, присутню на цьому острові під час бронзового віку. Вони також обговорюють елладський і геометричний періоди, а також іноді обговорюють період неоліту, оскільки він стосується Греції. Навіть під час класичного періоду було б абсолютно невірно стверджувати, що Греція мала одну справжню культуру — існувала велика кількість регіональних варіацій, і велика частина вивчення грецької археології полягає в дослідженні цих регіональних відмінностей. Грецька археологія також охоплює елліністичний період, часто змушуючи класичних археологів досліджувати грецькі впливи, присутні в усіх областях, які були частиною імперії Олександра Великого, включаючи більшу частину Близького Сходу та Єгипту.
Класичні археологи, які цікавляться римською цивілізацією, обговорюють вплив етрусків та інших ранніх культур, присутніх на Італійському півострові. Вони також обговорюють субкультури, присутні в Римській республіці та імперії на основі регіональних відмінностей, і будь-яке обговорення пізнішої імперії вимагає принаймні часткового переходу до Візантійської імперії.

## Розкопки
Надихаючись античними текстами та іноді використовуючи їх для інтерпретації артефактів, класична археологія не існувала б без стародавніх артефактів. Хоча значна частина класичної археології (як і будь-якої іншої археології) виконується вченими у своїх дослідженнях, найбільш яскравою і важливою частиною класичної археології є археологічні розкопки. Спочатку методи розкопок були змодельовані за зразком розкопок у Єгипті та на Близькому Сході і передбачали пошук великих артефактів і стін без особливого піклування про делікатні рештки, які могли існувати в землі навколо цих артефактів. Багато з найдавніших пам'яток досі не можуть бути датовані задовільним чином, оскільки стратиграфія, шари ґрунту із заглибленими артефактами, які використовуються для визначення віку пам'ятки, були повністю зняті. Ранні розкопки також часто не фіксували знайдені предмети достатньо детально, що ускладнювало датування артефактів, точне визначення місця їх знахідки або встановлення зв'язку між предметами, які могли бути знайдені разом. З часом методи розкопок значно вдосконалилися, і кількість інформації, отриманої з кожного розкопу, експоненціально більша, ніж та, що фіксувалася під час ранніх розкопок. Звіти про розкопки тепер складаються багато років через рівень деталізації та аналізу.